# Hiéroglyphe égyptien N41
Pour les articles homonymes, voir Citerne (homonymie).
La citerne en hiéroglyphes égyptiens, est classifiée dans la section N « Ciel, terre, eau » de la liste de Gardiner ; cet hiéroglyphe y est noté N41.

## Représentation
Il représente une citerne ou un puits rempli d'eau selon son utilisation il peut aussi renvoyer à un monticule prépubien ou un creuset. Il est translittéré ḥm, jd (?), pḥ ou bjȝ.

## Utilisation
| N42 |

| N42 |

puis une citerne par assimilation graphique.
C'est un déterminatif du champ lexical du puits.
| N41 · t | B1 |

| N41 · t | B1 |

d'où découle sa fonction en tant que phonogramme bilitère de valeur ḥm.
| N41 · t | F45 | / | F45 | t · N41 |

| N41 · t | F45 | / | F45 | t · N41 |

| N41 · t | E1 |

| N41 · t | E1 |

| N42 |

| N42 |

| F22 · F22 · F22 | N41 · N41 · N41 | / | N41 · N41 · N41 |

| F22 · F22 · F22 | N41 · N41 · N41 | / | N41 · N41 · N41 |

marécages ».
Un signe analogue et souvent identique représentant un creuset est déterminatif du champ lexical du creuset/phonogramme trilitère de valeur bjȝ (voir le 
| b | i | A | w | O39 · Z2 | / | b | i | N41 · F18 | N25 |

| b | i | A | w | O39 · Z2 | / | b | i | N41 · F18 | N25 |

## Exemples de mots
| W9 | t · N41 | N35A |

| W9 | t · N41 | N35A |

| N41 | m |

| N41 | m |

| b | i | N41 · O39 |

| b | i | N41 · O39 |